# Andreas Johansson (calciatore 1978)
Roy Johan Andreas Johansson (Vänersborg, 5 luglio 1978) è un ex calciatore svedese, di ruolo centrocampista.

## Carriera

### Club
Johansson ha iniziato la carriera al Melleruds IF, dove ha giocato le sue prime tre stagioni in prima squadra in Division 2. Il primo anno ha messo a referto solo due presenze, ma via via si è ritagliato uno spazio maggiore fino a realizzare 10 reti nel suo ultimo campionato con il club.
Nel 1996 fece il salto in Allsvenskan con il Degerfors, squadra retrocessa al termine della stagione 1997. Rimase tuttavia un anno in seconda serie prima di trasferirsi all'AIK dove faticò a trovare spazio giocando solo 12 partite, alcune di queste iniziate dalla panchina.
Abbandonato l'AIK, nel 2000 Johansson rimase a Stoccolma indossando la maglia dei rivali cittadini del Djurgården per cinque stagioni. Durante questo periodo ha vinto due scudetti consecutivi (2002 e 2003), con la squadra che tornò a vincere il titolo nazionale dopo 36 anni dall'ultima affermazione. Arrivarono inoltre due Coppe di Svezia.
Nell'inverno del 2005 ci fu il trasferimento agli inglesi del Wigan, in quella che fu la sua prima parentesi estera. A febbraio debuttò in Championship sostituendo Gary Teale, ma fu l'unica presenza di quella stagione. La squadra conquistò tuttavia la promozione in Premier League, che Johansson disputò nei due anni successivi. Al primo anno in Premier, il centrocampista svedese mise a segno 4 reti (tra cui una doppietta sul campo del Tottenham) ma chiuse la stagione con un'espulsione provocando un rigore trasformato da Thierry Henry dell'Arsenal in quella che fu l'ultima rete della storia dello stadio di Highbury. L'anno seguente giocò 12 partite, poi il Wigan lo liberò dai vincoli contrattuali
Furono i danesi dell'Aalborg ad ingaggiarlo nel 2007, e alla fine della stagione vinse lo scudetto. La squadra seppe qualificarsi anche per la fase a gironi della Champions League 2008-2009 arrivando terza nel raggruppamento con Manchester United, Villarreal e Celtic. A seguito della cessione di Thomas Augustinussen, nel luglio 2009 divenne il nuovo capitano della squadra. Al termine dell'annata 2009-2010 fu il miglior marcatore in rosa grazie agli 8 gol realizzati.
Nell'estate 2010 l'Aalborg non riuscì a trovare un accordo economico per il rinnovo del contratto, così rimase in Danimarca firmando un contratto di due anni e mezzo con l'OB della città di Odense. Il 31 dicembre 2012 il giocatore si ritrovò libero, e ritornò al Djurgården per la seconda parentesi personale nel club, indossando la fascia di capitano. Complice il mancato rinnovo del contratto, si ritirò dal calcio giocato al termine della stagione 2014.
Nell'aprile 2018, insieme agli ex Djurgården Kenneth Høie ed Enrico, firmò per l'FC Sampierdarenese, piccola squadra di Stoccolma di ispirazione italiana, militante inizialmente nella nona serie del calcio svedese e poi nell'ottava, a seguito della promozione arrivata al termine del suo primo anno. Nelle stagioni 2018 e 2020 figurò ufficialmente in rosa ma non scese mai in campo, mentre nel 2019 fece un'apparizione.

### Nazionale
Dopo alcune presenze nelle Nazionali giovanili svedesi, tra cui un paio di partite in Under-21, Johansson fece la sua prima apparizione con la maglia della Nazionale maggiore il 7 settembre 2002 in trasferta contro la Lettonia (0-0). Chiamato per la King's Cup 2003, non fu selezionato per gli Europei 2004 dai due tecnici Tommy Söderberg e Lars Lagerbäck. Tra il 2002 e il 2008 collezionò in tutto 16 presenze.
L'ultima partita con la Nazionale risale all'amichevole del gennaio 2008 contro gli Stati Uniti, poi non scese più in campo nonostante la convocazione del settembre 2008, quando non fu schierato da Lagerbäck.

## Statistiche

### Cronologia presenze e reti in nazionale
| Cronologia completa delle presenze e delle reti in nazionale ― Svezia | Cronologia completa delle presenze e delle reti in nazionale ― Svezia | Cronologia completa delle presenze e delle reti in nazionale ― Svezia | Cronologia completa delle presenze e delle reti in nazionale ― Svezia | Cronologia completa delle presenze e delle reti in nazionale ― Svezia | Cronologia completa delle presenze e delle reti in nazionale ― Svezia | Cronologia completa delle presenze e delle reti in nazionale ― Svezia | Cronologia completa delle presenze e delle reti in nazionale ― Svezia |
| Data                                                                  | Città                                                                 | In casa                                                               | Risultato                                                             | Ospiti                                                                | Competizione                                                          | Reti                                                                  | Note                                                                  |
| --------------------------------------------------------------------- | --------------------------------------------------------------------- | --------------------------------------------------------------------- | --------------------------------------------------------------------- | --------------------------------------------------------------------- | --------------------------------------------------------------------- | --------------------------------------------------------------------- | --------------------------------------------------------------------- |
| 7-9-2002                                                              | Riga                                                                  | Lettonia                                                              | 0 – 0                                                                 | Svezia                                                                | Qual. Euro 2004                                                       | -                                                                     | 79’                                                                   |
| 20-11-2002                                                            | Teplice                                                               | Rep. Ceca                                                             | 3 – 3                                                                 | Svezia                                                                | Amichevole                                                            | -                                                                     | 65’                                                                   |
| 16-2-2003                                                             | Bangkok                                                               | Qatar                                                                 | 2 – 3                                                                 | Svezia                                                                | King's Cup 2003                                                       | -                                                                     | 82’                                                                   |
| 18-2-2003                                                             | Bangkok                                                               | Corea del Nord                                                        | 1 – 1                                                                 | Svezia                                                                | King's Cup 2003                                                       | -                                                                     | 65’                                                                   |
| 20-2-2003                                                             | Bangkok                                                               | Thailandia                                                            | 1 – 4                                                                 | Svezia                                                                | King's Cup 2003                                                       | -                                                                     |                                                                       |
| 7-6-2003                                                              | Serravalle                                                            | San Marino                                                            | 0 – 6                                                                 | Svezia                                                                | Qual. Euro 2004                                                       | -                                                                     | 73’                                                                   |
| 20-8-2003                                                             | Norrköping                                                            | Svezia                                                                | 1 – 2                                                                 | Grecia                                                                | Amichevole                                                            | -                                                                     | 64’                                                                   |
| 6-9-2003                                                              | Göteborg                                                              | Svezia                                                                | 5 – 0                                                                 | San Marino                                                            | Qual. Euro 2004                                                       | -                                                                     | 65’                                                                   |
| 11-10-2003                                                            | Solna                                                                 | Svezia                                                                | 0 – 1                                                                 | Lettonia                                                              | Qual. Euro 2004                                                       | -                                                                     | 81’                                                                   |
| 18-11-2003                                                            | Il Cairo                                                              | Egitto                                                                | 1 – 0                                                                 | Svezia                                                                | Amichevole                                                            | -                                                                     | 80’                                                                   |
| 22-1-2004                                                             | Hong Kong                                                             | Svezia                                                                | 0 – 3                                                                 | Norvegia                                                              | Amichevole                                                            | -                                                                     |                                                                       |
| 28-4-2004                                                             | Coimbra                                                               | Portogallo                                                            | 2 – 2                                                                 | Svezia                                                                | Amichevole                                                            | -                                                                     | 15’ 62’                                                               |
| 7-2-2007                                                              | Il Cairo                                                              | Egitto                                                                | 2 – 0                                                                 | Svezia                                                                | Amichevole                                                            | -                                                                     | 71’                                                                   |
| 12-9-2007                                                             | Podgorica                                                             | Montenegro                                                            | 1 – 2                                                                 | Svezia                                                                | Amichevole                                                            | -                                                                     | 66’                                                                   |
| 17-10-2007                                                            | Stoccolma                                                             | Svezia                                                                | 1 – 1                                                                 | Irlanda del Nord                                                      | Qual. Euro 2008                                                       | -                                                                     | 85’                                                                   |
| 19-1-2008                                                             | Carson                                                                | Stati Uniti                                                           | 2 – 0                                                                 | Svezia                                                                | Amichevole                                                            | -                                                                     | 60’ 61’                                                               |
| Totale                                                                |                                                                       | Presenze                                                              | 16                                                                    |                                                                       | Reti                                                                  | 0                                                                     |                                                                       |

## Palmarès
- Campionato svedese: 2

Djurgården: 2002, 2003
- Coppa di Svezia: 3

AIK: 1998-1999
Djurgården: 2002, 2004
- Campionato danese: 1

Aalborg: 2007-2008